# Glyptothorax sardashtensis
Glyptothorax sardashtensis — вид сомоподібних риб родини Sisoridae. Описаний у 2023 році.

## Поширення
Ендемік Ірану. Поширений у верхів'ї басейну річки Малий Заб.

## Опис
Відрізняється від своїх родичів у басейні Перської затоки такими ознаками: рівним боком без чорних або коричневих плям; широкий і округлий передній край медіальної ямки в грудному спайковому апараті; нечисленні короткі серединні смуги в грудному спайковому апараті; три жовтуваті плями, розташовані в дузі у формі півмісяця на шийній пластинці перед початком спинного плавця; відсутність горбків на голові та боці; і короткий жировий плавець.